# Sorbus meliosmifolia
Sorbus meliosmifolia är en rosväxtart som beskrevs av Alfred Rehder. Sorbus meliosmifolia ingår i släktet oxlar, och familjen rosväxter. Inga underarter finns listade i Catalogue of Life.